# 元禹宁
元禹宁（韓語：원우영，1982年2月3日—），韩国男子击剑运动员。他在2012年夏季奥林匹克运动会中，参加了男子团体佩剑比赛并获得金牌。他也曾获得2010年世界击剑锦标赛男子个人佩剑金牌。